# 狭翅铁角蕨
狭翅铁角蕨（学名：Asplenium wrightii）为铁角蕨科铁角蕨属下的一个种。种名 wrightii 以19世纪美国生物学家Charles Wright的名字命名。